# Stade Pierre Pibarot
Das Stade Pierre Pibarot ist ein Fußballstadion in der französischen Stadt Alès, Département Gard, in der Region Okzitanien. Es ist die Heimspielstätte des Fußballvereins Olympique Alès (OAC). Heute bieten sich 7080 Plätze.

## Geschichte
Die Anlage wurde 1933 als Stade Municipal de la Prairie eröffnet. Nach der Fusion von Olympique Alès mit Cévennes Sport baute man 1947 eine neue Tribüne. Sie bekam den Namen des damaligen Präsidenten von Cévennes, André Larguier. Der Besucherrekord für ein Spiel von Olympique Alès stammt von 1950. Das Derby zwischen dem OAC und Olympique Nîmes verfolgten 17.000 Zuschauer. Zwanzig Jahre später trafen die beiden Erstligisten Olympique Nîmes und Olympique Marseille (1:0 n. V.) im Zweiunddreißigstelfinale des Coupe de France 1969/70 aufeinander und 20.000 Zuschauer sahen die Partie auf neutralem Platz. 1980 erhielt es den Namen des in Alès geborenen, ehemaligen Fußballspieler und -trainer Pierre Pibarot. Am 26. Mai 1987 wurde der Besucherrekord für ein OAC-Spiel von 1950 eingestellt. Im Halbfinalhinspiel der Coupe de France 1986/87 zwischen dem Zweitligisten Olympique Alès und dem Erstligisten Girondins Bordeaux (2:2) sahen ebenfalls 17.000 Zuschauer. 1992 wurde eine neue Westtribüne mit 3680 Sitzplätzen gebaut, die die alte Holztribüne ersetzte.
Eine gleichnamige Sportstätte in der in Frankreich üblichen Schreibweise mit Bindestrich (Stade Pierre-Pibarot) existiert zudem im Centre technique national Fernand-Sastre, dem Leistungszentrum des französischen Fußballverbandes Fédération Française de Football (FFF) in Clairefontaine-en-Yvelines, etwa 50 km südwestlich von Paris.